# Маліїве (заказник)
Малі́їве — ботанічний заказник місцевого значення в Україні. Розташований у межах Менського району Чернігівської області, на північ від села Бігач. 
Площа 608 га. Статус присвоєно згідно з рішенням Чернігівського облвиконкому від 04.12.1978 року № 529; від 27.12.1984 року № 454; від 28.08.1989 року № 164; від 31.07.1991 року № 159. Перебуває у віданні ДП «Чернігівське лісове господарство» (Березнянське л-во, кв. 5-17). 
Статус присвоєно для збереження частини високопродуктивного листяного лісу віком понад 50 років. У трав'яному покриві зростають барвінок, звіробій, конвалія, чистотіл. 